# Timeloss
Timeloss is het eerste volledige studioalbum van de Zweedse muziekgroep Paatos. Het is opgenomen in Stockholm gedurende de maanden april en mei van 2002. Daarna werd het album afgemixt en gemasterd, zodat het nog in 2002 uitgeleverd kon worden. Het album bleef vrijwel onopgemerkt, maar werd in navolgende jaren opnieuw uitgebracht, toen de band een contract had afgesloten bij een groter platenlabel.
Op diverse fora gewijd aan progressieve rock werd het album positief beoordeeld.

## Musici
- Petronella Nettermalm – zang
- Reine Fiske – gitaar (uit Landberk)
- Stefan Dimle – basgitaar (uit Landberk)
- Johan Wallén – toetsinstrumenten waaronder moog, mellotron en hammondorgel (uit Ägg)
- Ricard Nettermalm – slagwerk, percussie (uit Ägg)

Met
- David Wilczewski – dwarsfluit (2), klarinet en basklarinet (4)
- Adrian en Maila Dimle – achtergrondgeluiden (4)
- Téa Nettermalm – achtergrondgeluiden (4)
- Jonas Wall – saxofoon (5)
- Mickle Sörensen – trompet (5)
- Per Kristensson – trombone (5)

## Muziek
| Nr. | Titel                                                                     | Duur  |
| --- | ------------------------------------------------------------------------- | ----- |
| 1.  | Sensor (R. Nettermalm (tekst), Paatos (muziek))                           | 5:11  |
| 2.  | Hypnotique (R. Nettermalm (tekst), Paatos (muziek))                       | 8:32  |
| 3.  | Téa (Turid Lundqvist (tekst), Paatos (muziek))                            | 5:45  |
| 4.  | They are beautiful (R. Nettermalm (tekst), Dimle, Fiske, Helje (muziek),) | 7:44  |
| 5.  | Quits (R. Nettermal (tekst en muziek))                                    | 12:17 |

Turid Lundqvist is een lokaal bekende folkrockzanger, die in 2000 concerten gaf met leden van Landberk en Ägg. Téa is het eerste kind van Petronella en Ricard Nettermalm.